# Castell de Sarria
El Castell de Sarria (en gallec: Castelo de Sarria), també conegut com a Torre dos Batallóns, o simplement Torre de Sarria, és una fortalesa situada en un turó de la vila gallega de Sarria, a la província de Lugo, en una posició que li dona una visió dominant sobre tota la vall del riu Miño.
Es desconeix quan es va construir però es creu que va ser cap al segle xii. La fortificació va ser destruïda durant la Revolta Irmandiña, cap al 1467. Es va reconstruir i va servir de presó fins al segle xvii. Posteriorment va ser habitada pel corregidor del Marquesat de Sarria.
Avui en dia només es conserva una torre de defensa, de planta irregular i front semicircular, que formava part del castell, servint de reforç d'un angle on s'ajuntaven dos dels seus costats. La torre conserva els merlets i una altura d'uns 14 metres, amb un eix de 6-7 metres.